# Lake Bluff (Illinois)
Lake Bluff est un village du comté de Lake dans l'Illinois, aux États-Unis,. Situé à l'est du comté, il est incorporé le 8 novembre 1895.

## Démographie
Lors du recensement de 2010, le village comptait une population de 5 722 habitants. Elle est estimée, en 2016, à 5 672 habitants.

## Source de la traduction
- (en) Cet article est partiellement ou en totalité issu de l’article de Wikipédia en anglais intitulé « Lake Bluff, Illinois » (voir la liste des auteurs).